# CATL
CATL (anglicky Contemporary Amperex Technology Co. Limited, čínsky pchin-jinem Níngdé Shídài, znaky zjednodušené 宁德时代) je čínský výrobce baterií. Firma byla založena v roce 2011 a zaměřuje se na výrobu a vývoj Li-ion baterií do elektrických vozidel, systémů pro skladování energie a systémů pro správu baterií (BMS). V roce 2022 byla největším světovým výrobcem baterií pro elektrická vozidla, když měla celosvětový tržní podíl 37 %. V roce 2024 zůstává stále největším světovým výrobcem baterií pro elektrická vozidla, s mírně vyšším celosvětovým tržním podílem 37,5 %. 
Sídlí v Ning-te, ale továrny a vývojová centra má také v jiných čínských městech. Mimo Čínu má továrny v německém Erfurtu a maďarském Debrecínu a vývojové centrum v Mnichově. V roce 2022 byly největšími zákazníky firmy Tesla, Geely, NIO, FAW-VW, GAC Group a Li Auto, když největším zákazníkem byla Tesla. Společnost je kótována na Šenčenské burze, jejím největším akcionářem je její zakladatel Robin Zeng, který drží 27,2 % akcií.
Společnost byla v lednu 2025 zařazena Ministerstvem obrany USA na seznam firem spojených s čínskou armádou, známý jako „Section 1260H list“, což vyvolalo mezinárodní obavy o bezpečnostní rizika spojená s jejími produkty . 
CATL se brání tvrzením, že nikdy neprováděla žádné vojenské aktivity a označuje zařazení na tento seznam za chybu. 
Kromě toho byla CATL v minulosti spojována s obviněními z využívání nucené práce v Sin-ťiangu, což je region v západní Číně, kde jsou porušována lidská práva Ujgurů  . CATL je aktuálně v USA zařazen na seznamu zakázaných dodavatelů podle zákona o prevenci nucené práce Ujgurů (Uyghur Forced Labor Prevention Act). 
V roce 2024 představili američtí senátoři Tim Scott a Marco Rubio zákon „Blocking Bad Batteries Act”, který má za cíl zakázat Ministerstvu zahraničních věcí USA (State Department) nakupovat baterie od  společností jako je CATL, BYD, Gotion High-tech a další, které jsou dle USA silně napojeny na Komunistickou stranu Číny a čínskou armádu. 
Zákon byl představen s cílem omezit závislost USA na čínských bateriích a zabránit využívání nucené práce v regionu Sin-ťiang, který je známý porušováním lidských práv . CATL byl spojován s organizací Xinjiang Production and Construction Corps (XPCC), která je obviněna z účasti na represích proti Ujgurům a využívání nucené práce. Tento zákon má platit od října 2027 a měl by se dotknout všech vládních nákupů baterií, včetně těch používaných v armádních instalacích nebo diplomatických misích.
Zákon je součástí širšího úsilí USA o „decoupling” – tedy oddělení americké ekonomiky od čínských technologií, aby se snížilo riziko kybernetických útoků nebo špionáže. Tento krok reflektuje rostoucí obavy, že čínské firmy jako CATL mohou zneužít svou kontrolu nad například nad elektromobily nebo energetickými komponenty pro manipulaci s elektrickými sítěmi a kybernetické útoky . 
Tato situace vyvolává otázky o bezpečnostních rizicích spojených s rostoucí závislostí na čínských technologiích v kritických infrastrukturách. 